# Сиверсия
Сиве́рсия (лат. Sieversia) — род растений из семейства Розовые (Rosaceae). Часто присоединяется к роду гравилат (Geum).
Род назван в честь Иоганна Сиверса (1762—1795), немецкого учёного на русской службе, фармацевта и ботаника, путешествовавшего в 1790—1795 годах по Сибири и Монголии.

## Ботаническое описание
Невысокий кустарник. Листья стебля обычно редуцированны, форма прикорневых листьев (неравно перистораздельных и перисторассечённых) изменяется от лировидной до перистой. Прилистники часто крупные.
Произрастает в арктическом и северном умеренном поясах.

## Виды
В род Сиверсия в узком монофилетичном понимании включаются два вида:
- Sieversia pentapetala (L.) Greene, 1899 — Сиверсия пятилепестная
- Sieversia pusilla (Gaertn.) Hultén, 1929 — Сиверсия малая